# Ourém (kommun i Brasilien, Pará, lat -1,54, long -47,17)
Ourém är en kommun i Brasilien.   Den ligger i delstaten Pará, i den nordöstra delen av landet, 1 600 km norr om huvudstaden Brasília. Antalet invånare är 16 296.
Följande samhällen finns i Ourém:
- Ourém

I omgivningarna runt Ourém växer i huvudsak städsegrön lövskog. Runt Ourém är det ganska glesbefolkat, med 23 invånare per kvadratkilometer.